# 蒼黒の餓狼 -北斗の拳 レイ外伝-
『蒼黒の餓狼 -北斗の拳 レイ外伝-』（そうこくのがろう ほくとのけん レイがいでん）は、武論尊・原哲夫（原案）、猫井ヤスユキ（作画）による日本の漫画作品。『週刊コミックバンチ』（新潮社）にて、2009年7月まで隔週連載されていた。『北斗の拳』の登場人物・レイを主人公とした漫画である。
連載当初は『北斗の拳 レイ外伝 -飢狼編-』というタイトルだった。また、本作の連載前に『週刊コミックバンチ増刊』にて読切作品『北斗の拳レイ外伝 華麗なる復讐者』が発表されている。

## あらすじ
舞台は『北斗の拳』と同じく核戦争勃発後の出来事で、原作通り妹アイリをさらった、七つの傷を持つ男（ジャギ）を捜して旅をしている。ユウと云う少年（実は少女の変装）と出会ったレイは、アイリの行方の情報を求めて、女人の城・アスガルズルへ潜入するが、そこは、レイの師である南斗水鳥拳の前伝承者ロフウに統治されつつあった。

## 登場人物
担当声優は、アプリゲーム『北斗の拳 LEGENDS ReVIVE』でのキャスト。
レイ
声 - 千葉一伸
この漫画の主人公で、南斗水鳥拳の正統伝承者で「南斗六聖」の拳士の一人。また、第7話のエバズ・ヴァルキリアとの戦闘で足技を披露しているが、南斗白鷺拳のシュウが親友だということから習得したものと思われる。ユウにはアスガルズルに道案内してもらうまでは無愛想な態度を示しているが、少しずつ心を許していく。エバ殺しの犯人を探し、それがかつての師ロフウであることに衝撃を受けるが、最後は南斗六聖であるサウザー、シン、ユダ、シュウ、最期の将（ユリア）と拳王の立会いの元、南斗聖闘殿でロフウと戦い、究極奥義・飛翔白麗を体得して勝利する。
ユウ
乱世に生き残った少女だが、普段は少年に変装している。レイと初めて出会った時は南斗聖拳の使い手だと嘘をついた。レイに助けられた時に、レイの拳法が南斗水鳥拳であることを見抜き、ある程度の拳法に対する知識は持っているらしい。自称レイの一番弟子。この時代を生き抜くためには、「力」と「頭脳」と「情報」であるとレイに語る姿は、原作『北斗の拳』のバットに通じるものとなっている。悪党から食料を奪ったりするほどの逞しさがあり、毒に侵されたレイを助ける。実はエバの義妹として育てられていたので、後にアスガルズルの次期女王となる。
エバ
アスガルズルの女王。拳王ラオウ、聖帝サウザー、KINGシンなどといった世紀末の英雄たちの寵愛を受け、アスガルズルを築いた。フリーダ曰く、この乱世の中で自分たちに戦うことを教えてくれた只一人の女性。世を憎んでいるレイの心を癒し、「義星」としての宿命を甦らせた。しかしレイと一夜を過ごした翌朝、何者かの南斗聖拳で殺されてしまう。
フリーダ
声 - 佐古真弓
女王エバの元、街を守る自警団であるエバズ・ヴァルキリアの女性リーダー。隻眼で右眼に眼帯を掛けている。エバに対する忠誠心は厚く、アスガルズルに訪れたレイの腕を見込み、用心棒として雇う。しかし、翌朝エバが殺されたところを見て、レイがエバを殺したのだと誤解し、部下と共に毒が塗られたナイフでレイを襲う。
実は後述のリマと共に、先の最終戦争が生み出した人間兵器の生き残り。
破軍星のリマ
声 - 沖野晃司
アスガルズルの用心棒。我流拳を使う。フリーダと同様、最終戦争の負の遺産である人間兵器の生き残り。筋力、運動能力や回復力が常人を遥かに凌ぐ“フェノメーノ（怪物）”。かつてはフリーダとコンビを組み“ブラザー・バーサーカー”として拳法家狩りをして恐れられていたが、エバにスカウトされ、アスガルズルの剣となり盾となった。
無類のケンカ好きでレイに戦いを挑み、一撃必殺のパワーと異常な回復力で苦戦させる。
後述のロフウには、一度闘って敗れていたが、ユウとアスガルズルを守るため、フリーダと組み“ブラザー・バーサーカー”として再び挑む。
なお、破軍星は北斗七星を構成する星のひとつ。
ラン
リマの部下。“ブラザー・バーサーカー”やアスガルズルの内情に詳しい女性。ストーリーの解説役にまわり、ユウに情報を伝える。
ザン
アスガルズル西街のリーダーで、南斗紅雀拳の伝承者。「南斗相演会」でレイを知り、レイを仲間に引き入れようとするものの、レイの行動から敵と判断する。エバの亡き後、ロフウをアスガルズルの王として迎える。だがユダと内応しており、アスガルズルにユダの軍勢を引き入れるが失敗し、レイに始末される。
デビルリバース
過去700人を殺したビレニィプリズンの囚人。核戦争前における生体兵器研究の描写の中に彼の姿がある。
ガライとケペル
ガライはビレニィプリズンでデビルリバースと並び称される巨漢の大量殺人鬼で、小男のケペルが鈴の音で操る。ガライは泰山流殺網拳でエバズ・ヴァルキリアを取り込み、レイに投げつける。フリーダ達を守るため、かわすことができないレイは大きなダメージを負うが、ユウが機転でケペルから鈴を奪ってからは形勢が逆転し、二人とも南斗水鳥拳で切り刻まれる。
ロフウ
声 - 松田健一郎
南斗水鳥拳の前伝承者で、レイの師匠。本来、剛柔二極の南斗水鳥拳に対し、より多く「剛の拳」を組み入れて、強力な拳法にした。レイを南斗水鳥拳の伝承者にすべく、闇闘崖に立たすという課題を課したが、レイの「飛燕流舞」を見届けた後、レイを正統伝承者として認める。核戦争後、死亡したと思われたが存命しており、エバを殺害し、リマとフリーダの“ブラザー・バーサーカー”を破ってアスガルズルの王として君臨すると、再び自身が南斗水鳥拳の正統伝承者となるために、レイの始末を考える。しかし、レイとの正統伝承者を賭けた、南斗聖闘殿での師弟対決に敗れ、最期は自分の非を悔いながら死んでいった。
リンレイ
声 - 水沢史絵
ロフウの奥方。南斗水鳥拳は「剛」と「柔」の二極があって、それらの融合こそが真の姿であるらしく、彼女は「柔の拳」を得手とし、伝承者争いから身を引き、そのままロフウと結婚していた。闇闘崖に落ちたレイを助けた後、南斗水鳥拳の真髄を伝えたことから真の師匠と呼べる存在。核戦争後、ロフウと対決して命を落とした。
ユダ
レイの過去の話に登場。「南斗六聖」の拳士の一人。自分が南斗紅鶴拳の正統伝承者になったのに対し、修行中のレイを見下し、シュウがケンシロウを助けた話をあざ笑う姿が見られる。またアミバと結託し、レイの命を狙うこともあった。
エバ亡き後のアスガルズルに挙兵し、侵攻するが、ロフウ一人に軍は全滅して敗走する。
南斗聖闘殿でのレイとロフウの闘いでは、自己の配下である南斗比翼拳のダガールと共に立ち会う。
シュウ
南斗白鷺拳の伝承者で「南斗六聖」の一人。盲目の闘将。レイの親友で弟子にカレンを持つ。過去の挿話ではレイが正統伝承者として、ロフウより印可を受けるのを見定める。
アスガルズルでのレイの危機を救うため再び登場し、先の最終戦争後ロフウが奥方のリンレイを殺めたことをレイに告げ、南斗聖闘殿での師弟対決を最後まで見届ける。
カレン
過去の挿話に登場。シュウの弟子で、レイを実の兄のように慕う女の子。気が強く、正義感が強いが、泣き虫な一面もある。
後述の通り、核戦争後は拳王の部下となり、南斗聖闘殿での師弟対決を拳王と共に見届けた。
番外編『-華麗なる復讐者-』では南斗翡翠拳の伝承者で、兄のマサヤが聖帝サウザーの軍に捕まり殺されたと知り、復讐を果たす。その後、暴力こそが全てと悟ったカレンは拳王軍に入り、拳王侵攻隊のリーダーとしてレイの命を狙う。しかし、レイの奥義・飛翔白麗を受け正気を取り戻した後、絶命する。
アミバ
レイと同門でロフウに師事していた。原作『北斗の拳』と同じく、レイを伝承者から蹴落とそうとするなど、あらゆる悪さをしてきている。核戦争後にサザンクロスを訪れ、シンにロフウが生きていることを告げる。
シン
「南斗六聖」の拳士の一人でサザンクロスの支配者。自らをKINGと称す。エバが殺されたこと知り、自身の軍団であるKING軍の四大幹部と共にアスガルズルを攻略しようとするが、ロフウが支配したことを聞かされ躊躇する。
南斗聖闘殿でのレイとロフウの闘いには、ハートとクラブを連れて立ち会う。
スペード、ダイヤ、クラブ、ハート
KING軍の四大幹部。
斧を武器とするスペード、棒術を得意とするダイヤ、鉤爪を武器とするクラブ、拳法殺しと言われる肉体を持つハートの四人。
リュウロウ
かつて「南斗の智将」と呼ばれた南斗流鴎拳の伝承者。レイとシュウを除く南斗六聖の拳士たちが、ロフウの一件で南斗の寺院に集合した時は、シュウの代わりに呼ばれた。ロフウ対策として、今、南斗軍で討つのではなく、捨て置いて拳王をぶつける案を提唱した。
リハク
南斗五車星・「海」の軍師。南斗六聖の拳士たちがロフウの一件で南斗の寺院に集合した時は、南斗最期の将であるユリアの代理として出席した。談義後リュウロウと共にレイとロフウの戦いの結果を予想した。
南斗聖闘殿でのレイとロフウの闘いには、鉄仮面を被ったユリアの随伴として、娘のトウと共に立ち会った。
サウザー
「聖帝」と呼ばれる覇権を目指す南斗の帝王。「南斗六聖」の一人で南斗鳳凰拳の伝承者。ロフウの一件では、他の「南斗六聖」たちに談義の招集をかけた。
南斗聖闘殿でのレイとロフウの闘いにも立ち会っている。
南斗最後の将（ユリア）
ロフウの一件の談義には参加しなかったが、南斗聖闘殿でのレイとロフウの闘いは見届ける。レイがこの戦いで強くなり、ケンシロウとの出会いで、さらに「義星」が光輝くことを予見する。
拳王（ラオウ）
世紀末覇者、天の覇王と呼ばれる北斗の長兄。レイとロフウの南斗聖闘殿での戦いを見届けるため、カレンを伴って現れるが、戦いの途中で南斗水鳥拳を見切ってしまい立ち去る。
マサヤ
読切『-華麗なる復讐者-』で登場。カレンの兄で、南斗翡翠拳の伝承者。シュウのレジスタンスに参加するが、聖帝軍に捕まり、殺される。本編では存在が確認されていない。
アイリ
七つの傷を持つ男（ジャギ）にさらわれた女性。レイの妹。エバによると、一度アスガルズルにいたが、すぐに町を去ったらしい。読切『-華麗なる復讐者-』ではマミヤの村でレイと再会後の設定で登場する。
ケンシロウ
北斗神拳正統伝統者で、番外編『-華麗なる復讐者-』では名前だけの登場。本編にも登場していないが、挿話の中で、シュウが過去に「南斗十人組手」でケンシロウを助命したことをユダが侮辱し、レイの逆鱗に触れたシーンがある。

## 登場拳法
南斗水鳥拳
レイがロフウに師事して伝承し、アミバも修練した拳法。その舞う姿は見るものを魅了するほどに優美で美しいが、その実態は敵を切り裂き、切り刻む、比類なき残虐非道の必殺拳。手技や真空波による攻撃を主体とした拳法であり、指は鋭利な刃物と化す。
南斗紅雀拳
伝承者はザン。南斗水鳥拳配下の一派。優美で美しいが、実態は比類なき残虐非道の拳と水鳥拳と特徴が酷似している。
剛の南斗水鳥拳
ロフウが編み出した南斗水鳥拳、元来「剛柔二極」の水鳥拳を「剛の拳」のみに組み替えて、闘気を全身に纏い、力と闘気で敵を叩き潰す拳とした。その闘いぶりを観たレイ曰く、「あれは断じて南斗水鳥拳でない」。
泰山流殺網拳
使い手はガライ。金属製の投網に多数の敵を取り込みそのまま投げ潰す。
南斗翡翠拳
伝承者はカレン。『レイ外伝—華麗なる復讐者—』で登場。南斗白鷺拳の派生流派で、足技の斬撃を主体とする。

## 書誌情報
- 武論尊・原哲夫（原案） / 猫井ヤスユキ（作画） 『蒼黒の餓狼 -北斗の拳 レイ外伝-』 新潮社〈BUNCH COMICS〉、全6巻
  1. 2007年10月15日初版発行、ISBN 978-4-10-771359-9
  2. 2008年2月15日初版発行、ISBN 978-4-10-771379-7
  3. 2008年8月15日初版発行、ISBN 978-4-10-771414-5
  4. 2009年2月15日初版発行、ISBN 978-4-10-771459-6
  5. 2009年5月15日初版発行、ISBN 978-4-10-771481-7
  6. 2009年8月15日初版発行、ISBN 978-4-10-771502-9